# El Puig (Jorba)
El Puig és una muntanya de 411 metres que es troba al municipi de Jorba, a la comarca de l'Anoia.